# Karolis Giedraitis
Karolis Giedraitis (Vilnius, 24 marzo 1998) è un cestista lituano.
È il figlio dell'ex cestista Andrius Giedraitis.